# Slowakei-Rundfahrt 1982
Das Etappenrennen Slowakei-Rundfahrt 1982 (slowakisch Okolo Slovenska) führte vom 11. bis 18. August über acht Etappen. Es war die 26. Austragung des Etappenrennens Slowakei-Rundfahrt in der Tschechoslowakei. Gesamtsieger wurde der frühere Junioren-Weltmeister Wladimir Woloschin aus der Sowjetunion. Die Rundfahrt war nur für Amateure offen. Das Rennen gehörte zur Jahreswertung des Amateurweltverbandes A.I.O.C.C. der Union Cycliste International (UCI).

## Teilnehmer
Mannschaften zu je fünf Fahrern stellten die gastgebende ČSSR mit zwei Auswahlmannschaften, Polen, die DDR, die Niederlande, die Sowjetunion, Ungarn, sowie einige Radsportvereine aus der Tschechoslowakei.

## Rennen
Veranstalter war der tschechoslowakische Radsportverband. Die Gesamtdistanz betrug 1.119 Kilometer. Der Sieger der Rundfahrt erhielt eine Siegprämie von 15.000 tschechoslowakischen Kronen, die Etappensieger erhielten jeweils 1.000 Kronen. Die DDR-Fahrer konnten vier der acht Etappen gewinnen.

## Etappen
Die Rundfahrt führte über insgesamt acht Etappen ohne Ruhetage und führte in den schwierigsten Tagesabschnitten durch die Karpaten.

### 1. Etappe
Die erste Etappe führte über 127 Kilometer von Levice nach Levice. Foldyna aus dem Team von Dukla Prag gewann den Tagesabschnitt.

### 2. Etappe
Die 2. Etappe führte rund um Levice über eine Strecke von 173 Kilometern. Dvoracek aus dem Team von Banik Ostrava gewann nach einer Alleinfahrt.

### 3. Etappe
Der Kurs der 3. Etappe führte von Levice nach Sobota. 184 Kilometer waren zu fahren. Bernd Drogan gewann vor dem späteren Gesamtsieger aus einer größeren Spitzengruppe heraus. Woloschin übernahm das Trikot des Spitzenreiters.

### 4. Etappe
Die 4. Etappe führte über 127 Kilometer rund um Rimasca-Sobota. Die Sprintankunft des Hauptfeldes gewann Falk Boden. Mario Kummer schied nach einem Sturz aus.

### 5. Etappe
Die 5. Etappe wurde über 191 Kilometer von Sobota nach Prešov gefahren. Bernd Drogan gewann vor Olaf Ludwig und allen Rundfahrtfavoriten, die in einer Spitzengruppe vertreten waren.

### 6. Etappe
Die 6. Etappe rund um Presov wurde über eine Distanz von 141 Kilometern absolviert. Ferebauer gewann aus einer Fluchtgruppe heraus und schob sich in der Gesamtwertung auf einen Podiumsplatz vor.

### 7. Etappe
Die 7. Etappe ging erneut rund um Presov und war 137 Kilometer lang. Letavay von Dukla Trenčín gewann nach Alleinfahrt.

### 8. Etappe
Die 8. Etappe war ein Einzelzeitfahren über 34 Kilometer. Olaf Ludwig siegte vor Boden. Woloschin wurde 10. der Etappe, konnte seine Führung aber verteidigen.

## Gesamtwertungen

### Einzel (Gelbes Trikot)
Im Endklassement konnte Wladimir Woloschin mit Unterstützung seiner starken Mannschaft die Gesamtwertung für sich entscheiden, ohne selbst eine Etappe gewonnen zu haben.
| Platz | Name               | Mannschaft        | Zeit       |
| ----- | ------------------ | ----------------- | ---------- |
| 1.    | Wladimir Woloschin | Sowjetunion       | 27:59:09 h |
| 2.    | Ladislav Ferebauer | ČSSR              | + 0:50 min |
| 3.    | Bernd Drogan       | DDR               | + 1:06 min |
| 4.    | Svatopluk Henke    | Roter Stern Plzen | + 2:23 min |
| 5.    | Olaf Ludwig        | DDR               | + 3:21 min |
| 6.    | Ladislav Foldyna   | Dukla Brno        | + 3:51 min |
| 7.    | Otto Kleparnik     | ČSSR B            | + 5:38 min |
| 8.    | Jan Masek          | ZD Bohumin        | + 6:00 min |
| 9.    | Stefan Letavay     | Dukla Trencin     | + 6:06 min |
| 10.   | Ladislav Velits    | Inter Bratislava  | + 6:26 min |

### Mannschaft
Der Mannschaftswertung konnte DDR vor der Sowjetunion gewinnen.

### Sonderwertungen
Die Bergwertung gewann Sykora. Woloschin konnte die Punktewertung vor Bernd Drogan für sich entscheiden.